# Venise, la Piazzetta San Marco
Venise, la Piazzetta San Marco est un tableau réalisé par le peintre italien Canaletto vers 1740. De format presque carré, cette huile sur toile est une veduta exécutée grâce à une camera obscura. Elle représente la place Saint-Marc, à Venise, selon une perspective à point de fuite central. La Biblioteca Marciana occupe le premier plan à gauche, dominée par le campanile de Saint-Marc, en arrière-plan. Au centre on peut voir la tour de l'Horloge et à droite la basilique Saint-Marc. L'œuvre est conservée au musée des Beaux-Arts de Brest, à Brest, dans le Finistère.